# بید دنائی
بید دنائی، بید مرتفع برگ گوناگون (نام علمی: Salix excelsa S.G Gmelin var.Rodinii) نام یک گونه (زیست‌شناسی) از سرده بید است.